# Síria e as armas de destruição em massa
Síria tem pesquisado, fabricado e utilizado armas de destruição em massa.
Em 14 de setembro de 2013 os Estados Unidos e a Rússia anunciaram um acordo que levaria à eliminação dos estoques de armas químicas da Síria em meados de 2014. Em outubro de 2013, a Missão Conjunta OPAQ-Nações Unidas destruiu toda a produção declarada de armas químicas da Síria e equipamentos de mistura.

## História
Após a ocupação israelense das Colinas de Golã, durante 1967 na Guerra dos Seis Dias, e do sul do Líbano em 1978, o governo sírio tem considerado o poder militar israelense como uma ameaça à segurança da Síria. Primeiro a Síria adquiriu armas químicas, do Egito, em 1973, como um elemento de dissuasão militar contra Israel antes de iniciar a Guerra do Yom Kippur. Embora autoridades sírias não declararam explicitamente capacidade de armas químicas da Síria, que implicava que através de discursos e alertou para retaliações. A capacidade interna de armas químicas da Síria pode ter sido desenvolvido juntamente com o apoio técnico e logístico indireto russo, alemão, chinês e indiano.
De acordo com o analista de segurança Zuhair Diab, as armas nucleares israelenses foram a principal motivação para o programa de armas químicas da Síria. A rivalidade com o Iraque e a Turquia também foram considerações importantes.
Em 23 de julho de 2012 a Síria implicitamente confirmou que possuía um estoque de armas químicas que se diz são reservados para a defesa nacional contra países estrangeiros. Durante a Guerra Civil Síria em agosto de 2012, o exército sírio reiniciou testes de armas químicas em uma base nos arredores de Alepo. As armas químicas foram um grande ponto de discussão entre os líderes do governo sírio e o mundo, com uma intervenção militar que esta sendo considerado pelo Ocidente como uma consequência potencial do uso de tais armas.

## Armas químicas
Programa de armas químicas da Síria começou na década de 70 com armas e treinamento do Egito e da União Soviética, com a produção de armas químicas na Síria a partir de meados da década de 80. Em setembro de 2013 a Síria aderiu à Convenção sobre as Armas Químicas (aderiu formalmente em 14 de outubro), e concordou com a destruição de suas armas, a ser supervisionado pela Organização para a Proibição de Armas Químicas, conforme exigido pela Convenção. A Síria tinha sido um dos poucos Estados que não ratificaram a Convenção, e juntou-se após a condenação internacional depois do ataque químico de Ghouta em agosto de 2013, o que os países ocidentais responsabilizaram o governo sírio (enquanto a Síria e a Rússia, responsabilizam os rebeldes sírios da guerra civil). Antes e setembro de 2013 a Síria não havia admitido publicamente que possuía armas químicas, embora os serviços de inteligência ocidentais acreditavam que mantenha um estoque enorme. Em setembro de 2013, a inteligência francesa colocou o arsenal da Síria em 1.000 toneladas, incluindo gás mostarda, VX e "várias centenas de toneladas de sarin". Para fornecer o contexto para essas estimativas, 190.000 toneladas foram fabricadas durante os combates da Primeira Guerra Mundial. Em outubro de 2013, a OPAQ encontrou um total de 1.300 toneladas de armas químicas. Em 16 de outubro de 2013, a OPAQ e as Nações Unidas formalmente criaram uma missão conjunta para supervisionar a eliminação do programa de armas químicas da Síria em meados de 2014.
Em dezembro de 2013 o jornalista investigativo Seymour Hersh relatou que várias agências de inteligência dos Estados Unidos haviam produzido avaliações ultra-secretas, no verão de 2013, a respeito das capacidades de armas químicas dos rebeldes da Síria. A avaliação concluiu que a Frente al-Nusra e a Al-Qaeda do Iraque foram capazes de adquirir, produzir e implantar gás sarin "em quantidade". Uma avaliação observou que os soldados dos Estados Unidos na Síria corriam o risco de ataques químicos das forças rebeldes. Um porta-voz do Diretor de Inteligência Nacional respondeu que o relatório do Hersh era "simplesmente falso".

## Armas biológicas
Síria é considerada geralmente por não ter armas biológicas. No entanto, existem relatos de um programa ativo de pesquisa e de produção de armas biológicas. De acordo com o consultor da OTAN Dr. Jill Dekker, a Síria já trabalhou em: antraz, peste, tularemia, botulismo, varíola, aflatoxina, cólera, ricina e camelpox, e tem usado a ajuda da Rússia na instalação de antraz em ogivas de mísseis. Também afirmou que "encaram seu arsenal bioquímico, como parte de um programa de armas normal".

## Programa nuclear
A Síria é um signatário do Tratado de Não Proliferação Nuclear e mantém um programa nuclear civil. Em 6 de setembro de 2007, Israel bombardeou de forma unilateral um local na Síria que se acreditava ter hospedado um reator nuclear em construção. Oficiais da inteligência dos Estados Unidos alegaram falta de confiança de que o local foi feito para o desenvolvimento de armas. O presidente sírio, Bashar al-Assad disse que o local em discussão era apenas "um local militar em construção" e que o objetivo da Síria é a desnuclearização do Oriente Médio. Síria permitiu que a AIEA em visitar o local no dia 23 de junho de 2008, a recolher amostras ambientais que revelaram a presença de urânio e outros materiais de acordo com um reator. Em 24 de maio de 2011, Diretor Geral da AIEA Amano divulgou um relatório que avaliou que a instalação destruída era um reator, e o Conselho de Governadores da AIEA votou 17-6 (com 11 abstenções) para relatar isso como não conformidade ao Conselho de Segurança das Nações Unidas.

### Abertura de programas nucleares
A Síria é um signatário do Tratado de Não Proliferação Nuclear e tentou várias vezes comprar pequenos reatores de pesquisa nuclear da China, Rússia, Argentina, e de outros países. Apesar destas compras sendo divulgados abertamente a AIEA, a pressão internacional fez com que todas essas compras de reatores serem canceladas. A Síria esta aberta a inspetores da AIEA em relação aos programas de pesquisa nuclear, incluindo uma fonte não reator em miniatura de nêutrons chinês.
Em 26 de novembro de 2008, o Conselho de Governadores da AIEA aprovou uma ajuda técnica para a Síria, apesar de alegações ocidentais de que o país tinha um programa nuclear secreto que poderia eventualmente ser usado para fabricar armas. China, Rússia e as nações em desenvolvimento, criticaram a "interferência política" ocidental e disseram que prejudicou o programa da AIEA para promover o desenvolvimento da energia atômica civil. A principal autoridade nuclear das Nações Unidas também repreendeu fortemente potências ocidentais para tentar negar o pedido, dizendo que isso não deve ser feito sem provas e apenas sobre a existência de uma investigação.

### Suposto reator nuclear

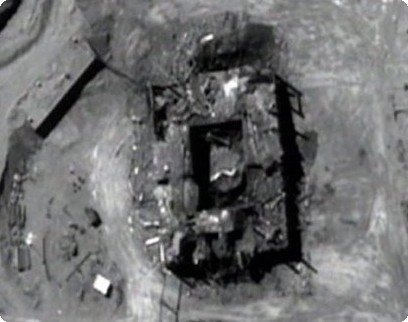
Foto de satélite do reator destruído

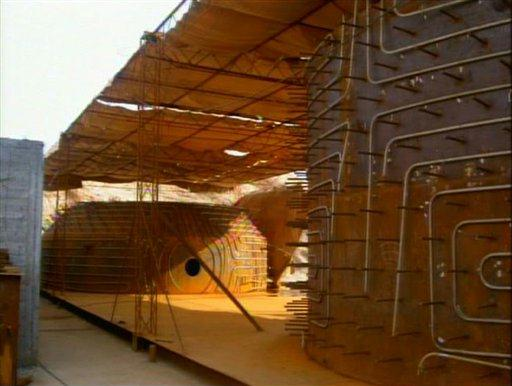
Foto da Inteligência do suposto cubo do reator em construção

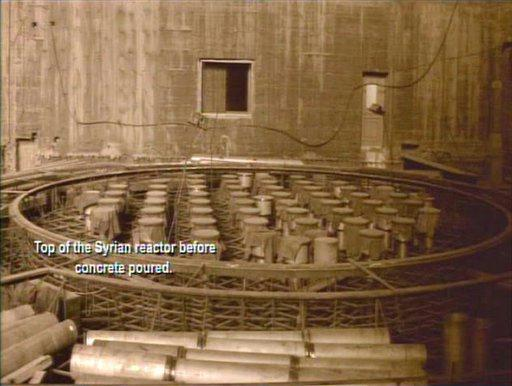
Foto da Inteligência do suposto reator principal e os canais de combustível em construção

#### Suposto bombardeio de reator
Em 6 de setembro de 2007, Israel bombardeou um local oficialmente não identificado na Síria que se acreditava ter sido um reator nuclear em construção. Alegou-se também que o reator nuclear ainda não estava operacional e nenhum material nuclear tinha sido introduzido nele. Altos oficiais da inteligência dos Estados Unidos alegaram a falta de confiança de que o local foi feito para o desenvolvimento de armas, notando que não havia instalações de reprocessamento no local.
A mídia ocidental afirmou que o ataque aéreo israelense seguiu uma entrega para a Síria por um cargueiro norte-coreano, e que a Coreia do Norte era o suspeito de ser o fornecedor de um reator para a Síria para um programa de armas nucleares. Em 24 de outubro de 2007, o Instituto de Ciência e Segurança Internacional divulgou um relatório que identificou um local na província Deir ez-Zor a leste da Síria como um suposto reator. O relatório especulou sobre as semelhanças entre o edifício sírio e o Centro de Pesquisa Científica e Nuclear de Yongbyon da Coréia do Norte, mas disse que era muito cedo para fazer uma comparação definitiva. Em 25 de outubro de 2007, a mídia ocidental disse que o prédio principal e todos os restos dela após o ataque aéreo tinham sido completamente desmontados e removidos pelos sírios.
Depois de se recusar a comentar os relatórios por seis meses, o governo Bush informou ao Congresso e a AIEA que em 24 de abril de 2008, dizendo que o governo dos Estados Unidos foi "convencido" de que a Síria estava construindo um "reator nuclear secreto", que "não se destinava para fins pacíficos". A publicação incluiu fotografias de satélite do local bombardeado e fotografias de inteligência do nível do solo do local em construção, incluindo o revestimento de aço do suposto cubo do reator antes do concreto ser derramado e da suposta estrutura principal do reator.

#### Reação às alegações
Em 23 de junho de 2008, os inspetores da AIEA foram autorizados a visitar o local Dair Alzour (também conhecido como Al Kibar) e recolher amostras de escombros. Em 19 de novembro de 2008, um relatório da AIEA afirmou que "um número significativo de partículas de urânio natural" produzidas como resultado de processos químicos foram encontrados em Al Kibar; no entanto, a AIEA não encontrou provas suficientes para provar que a Síria está desenvolvendo armas nucleares. Alguns especialistas nucleares americanos têm especulado sobre as semelhanças entre o suposto reator sírio e o reator Yongybon da Coréia do Norte,  mas o Diretor Geral da AIEA ElBaradei apontou que "havia urânio no local, mas isso não significa que havia um reator". ElBaradei demonstrou insatisfação com os Estados Unidos e Israel por apenas fornecer a AIEA fotos da instalação bombardeada da Síria, e também pediu cautela contra prematuridade em julgar o programa nuclear da Síria, lembrando diplomatas sobre a farsa dos Estados Unidos em afirmar que Saddam Hussein tinha armas de destruição em massa. Rússia, China, Irã e países não alinhados também apoiaram dando a Síria orientação nuclear, apesar da pressão dos Estados Unidos.
Joseph Cirincione, especialista em proliferação nuclear e chefe do Fundo Ploughshares com sede em Washington, comentou: "devemos aprender primeiro com o passado e ser muito cauteloso sobre qualquer inteligência dos Estados Unidos sobre as armas de outros países". A Síria denunciou "a fabricação e falsificação de fatos", em relação ao incidente.
Diretor Geral da AIEA, Mohamed ElBaradei criticou os ataques e lamentou que as informações sobre o assunto não havia sido compartilhado com sua agência. A Síria se recusou em deixar a AIEA visitar outras instalações militares que os Estados Unidos recentemente fizeram alegações sobre elas, argumentando que teme que o excesso de abertura da sua parte encorajaria os Estados Unidos em pressionar por anos a implacável vigilância internacional. A Síria disse que vai cooperar voluntariamente com a AIEA ainda mais se não for "à custa de divulgar instalações militares ou causar uma ameaça à segurança nacional".
O Movimento dos Não Alinhados, pediu a criação de uma Zona Livre de Armas Nucleares no Oriente Médio e pediu uma negociação multilateralmente abrangente, que proíbe ameaças de ataques contra instalações nucleares dedicadas à utilização pacífica da energia nuclear. O Conselho de Cooperação do Golfo também apelou para uma zona livre de armas nucleares no Oriente Médio e no reconhecimento do direito de um país a utilizar energia nuclear para fins pacíficos. A AIEA também aprovou uma resolução pedindo a todas as nações do Oriente Médio a renunciar as armas nucleares.

### Constatação de não conformidade da AIEA
Por quase três anos, a Síria se recusou os pedidos da AIEA para mais informações sobre Dair Alzour ou acesso. Em 24 de maio de 2011, Diretor Geral da AIEA Amano publicou um relatório concluindo que o edifício destruído era "muito provavelmente" um reator nuclear, que a Síria era obrigada a declarar sob seu acordo de salvaguardas do TNP. Em 9 de junho de 2011, o Conselho de Governadores da AIEA descobriu que se tratava de não conformidade, e relatou que o não cumprimento ao Conselho de Segurança das Nações Unidas. A votação foi de 17-6, com 11 abstenções.

## Sistemas de entrega
O Centro de Inteligência Nacional Aéreo Espacial dos Estados Unidos informou que em 2009 que a Síria possuía mísseis Scud-D e Tochka de reentrada-móvel, com menos de 100 lançadores. Além disso a Síria tem aeronaves e sistemas de entrega de artilharia.

## Parcerias Internacionais
Telegramas diplomáticos dos Estados Unidos revelaram que duas empresas indianas ajudaram os fabricantes de armas biológicas químicas da Síria e na tentativa de obter o equipamentos controlados pelo Grupo Austrália. Um telegrama afirmou que a Índia "tem uma obrigação geral como uma Convenção sobre as Armas Químicas como signatário nunca, em hipótese alguma, poderia ajudar no desenvolvimento de armas químicas".
Em 2012, oficiais e cientistas iranianos e norte-coreanos foram levados para bases e áreas de teste para auxiliar no desenvolvimento e uso de armas químicas.